# タリーゴル＝コッズ作戦
タリーゴル＝コッズ作戦（〜さくせん、ペルシア語: عملیات طریق‌القدس; Amarīyāt-e Ṭarīq ol-Qods）は、イラン・イラク戦争中、イラン軍によるボスターン及びスーサンゲルドをめぐる戦闘である。タリーゴル＝コッズとはアラビア語のペルシア語読み「タリーゴル・ゴドゥス」すなわち「クドゥス（＝聖都＝エルサレム）への道」のうちゴドゥスのラテン転写Qodsを誤ってコッズと英語読みして日本語化された結果行われるカナ転写である。欧米語では「エルサレムへの道」作戦として知られる。

## 概要
この作戦は、イラン革命防衛隊による初めての本格的な狂信的波状攻撃が実施された。これは、革命防衛隊が約4,000人からなるオートバイ部隊を編成し、拡声器を手にしたまま「アッラーフ・アクバル（アッラーは偉大なり）」と叫びながら犠牲を恐れずにイラク軍の防御陣地に突撃したのである。この際のオートバイによる砂塵により、大部隊の攻撃であるかのように偽欺することに成功し、イラク軍第1線部隊は壊乱した。この勢いを維持したまま革命防衛隊はスーサンゲルドを奪回することに成功し、フーゼスターン州内の兵站線を確保したのである。
フーゼスターンの確保に成功したイランはイラン・イスラム革命により弱体化した軍の再編制に努める貴重な時間を稼ぐことができるようになった。なによりも、イラン陸軍が自信を取り戻すことができたのである。